# 德米特里·乌沙科夫
德米特里·阿尔卡季耶维奇·乌沙科夫（俄语：Дмитрий Аркадьевич Ушаков，1988年8月15日—），俄罗斯男子蹦床运动员，2012年夏季奥运会男子个人银牌得主、2015年欧洲运动会男子个人和男子双人金牌得主。